# Vanessa Menga
Vanessa Menga (San Paolo, 20 ottobre 1976) è un'ex tennista brasiliana.

## Carriera
In singolare ha raggiunto i quarti di finale alla Copa Colsanitas 1999 dove è stata sconfitta in tre set combattuti da Paola Suárez, nello stesso anno ha raggiunto il terzo turno al Roland Garros in coppia con Elena Pampoulova ma sono state sconfitte dalle sorelle Williams.
Ha rappresentato il Brasile ai giochi panamericani di Winnipeg 1999 vincendo l'oro nel doppio, in due edizioni consecutive dei giochi olimpici raggiungendo il secondo turno a Sydney 2000 e infine in Fed Cup dal 1995 al 2002 vincendo ventuno incontri e perdendone sedici.